# Goodlow
La ville américaine de Goodlow est située dans le comté de Navarro, dans l’État du Texas. Elle comptait 200 habitants lors du recensement de 2010.

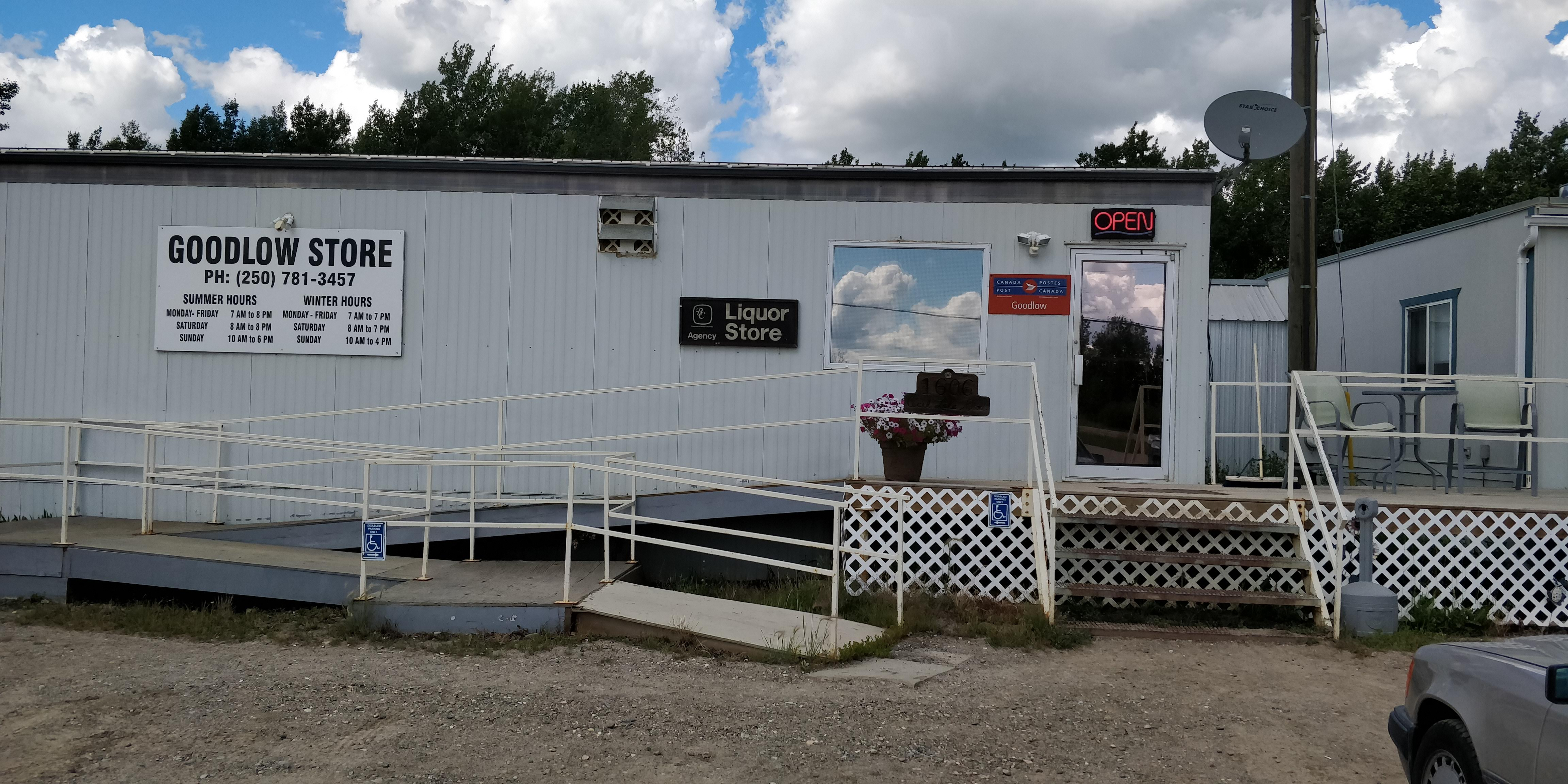
Magasin et bureau de poste

## Source
- (en) Cet article est partiellement ou en totalité issu de l’article de Wikipédia en anglais intitulé « Goodlow, Texas » (voir la liste des auteurs).